# Death Cult Armageddon
Death Cult Armageddon er et album udgivet af det norske black metal-band Dimmu Borgir i 2003.

## Spor
| 1. "Allegiance" - 5:50 2. "Progenies of the Great Apocalypse" - 5:17 3. "Lepers Among Us" - 4:43 4. "Vredesbyrd" - 4:44 5. "For the World to Dictate Our Death" - 4:46 6. "Blood Hunger Doctrine" - 4:39 | 1. "Allehelgens Død I Helveds Rike" - 5:33 2. "Cataclysm Children" - 5:13 3. "Eradication Instincts Defined" - 8:39 4. "Unorthodox Manifesto" - 8:50 5. "Heavenly Perverse" - 6:33 |